# گندمینه
'
روستایی با مردمانی متدین وبااصالت
گندمینه'، روستایی از توابع بخش مرکزی شهرستان الیگودرز   واقع در استان  لرستاناست .مردم این روستا از قوم نجیب لر هستند و به زبان لری تکلم دارند.

## جمعیت
این روستا در دهستان بربرود شرقی قرار دارد و براساس سرشماری مرکز آمار ایران در سال ۱۳۸۵، جمعیت آن ۱٬۴۰۷ نفر (۳۶۷خانوار) بوده‌است.